# Daglha Gampo
Daglha Gampo (tibétain : དྭགས་ལྷ་སྒམ་པོ, Wylie : Dwags lha sgam po) aussi écrit Daklha Gampo, est un monastère kagyu fondé en 1121 par Gampopa (1079-1153), le disciple du célèbre et très apprécié bodhisattva, Jetsun Milarépa (1052-1135). Il est situé dans le comté de Gyatsa dans l'ancienne région de Dakpo dans le sud du Tibet sur la terre sanctifiée comme une région de puissance géomantique (« tête de l'ogresse ») par le premier roi bouddhiste du Tibet, Songtsen Gampo (605 ou 617 - 649), et dépositaire d'un terma par Padmasambhava.

## Description
Le monastère est situé sur une crête au nord-est de la montagne de huit pics Gampo Dar qui lui a donné son nom, sur la rive droite de la rivière Gyabpurong juste au nord de sa jonction avec le Brahmapoutre.

## Histoire
Après que Gampopa a reçu les enseignements kagyu et les transmissions de Milarépa, il s'installa à Daklha Gampo après la mort de Milarépa. Il a enseigné à plusieurs étudiants qui ont contribué à l'épanouissement de la lignée Kagyu. Daklha Gampo est devenu le principal centre Kagyu des études et de la pratique du mahamoudra au Tibet,.
Takpo Tashi Namgyal fut l'abbé de Daglha Gampo.
Au cours du XIVe siècle, le grand terton Karma Lingpa découvrit le fameux Livre des morts tibétain (Bardo Thôdol Chenmo) par Padmasambhava sur le Mont Gampodar qui est sur le territoire du monastère.
Les Dzoungars Mongols ont détruit le monastère en 1718, mais il a été rapidement reconstruit. Il a de nouveau été totalement détruit après l'invasion chinoise en 1959, mais certaines chapelles ont depuis été restauré et il y a encore des images originales d'Avalokiteshvara et de Cakrasamvara,.